# Folleville (Adelsgeschlecht)

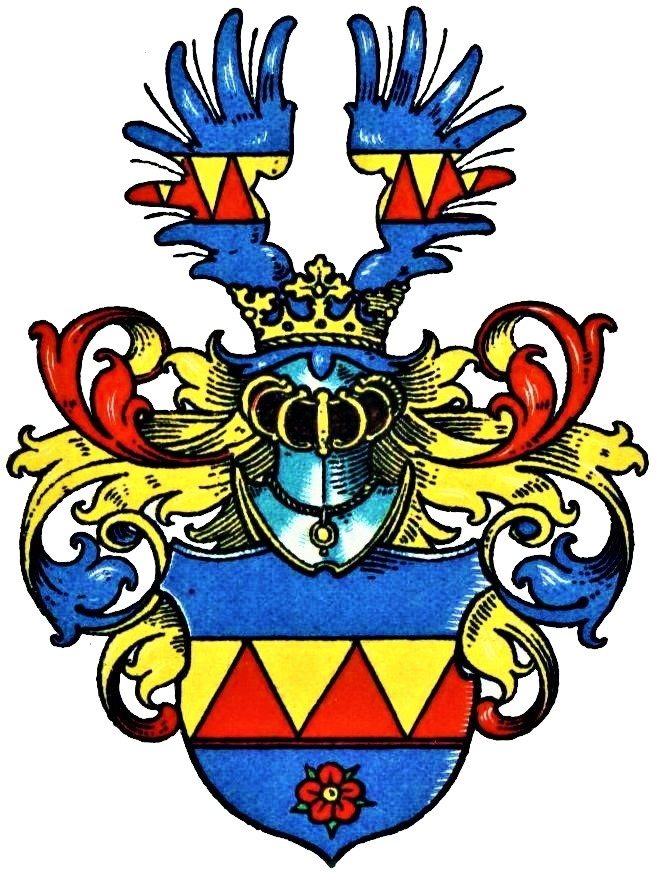
Wappen derer von Folleville im Wappenbuch des Westfälischen Adels

Folleville ist der Name eines ursprünglich französischen, später auch im Rheinland, in Westfalen und in Bayern ansässigen Adelsgeschlechts.

## Geschichte
Das Geschlecht war u. a. in Neheim begütert. Dort saß ab 1718 Generalmajor Stephan Christian von Folleville auf Haus Freseken. Nach seinem Tod 1729 wurde das Haus von seiner Witwe bewohnt, die 1749 ermordet wurde. Daneben besaß die Familie 1782 in Person des kurkölnischen Kammerherrn Adam Wilhelm Freiherr von Volleville aus dem Hause Neheim im Rheinland Grefrath und Haus Langendonk in Geldern sowie in Westfalen das Rittergut Breitenhaupt in Steinheim. Derselbe hatte zwei Söhne, Franz und Ludwig von Folleville, und einen Bruder, Ludwig von Folleville, der Propst zu St. Adalbert in Aachen und Domherr zu Bad Wimpfen war, die alle Anfang des 19. Jahrhunderts noch lebten.
Die Familie kommt 1821 noch vor, als der quittierte königlich-bayerische Unterleutnant in Landsberg, Franz Wilhelm Joseph Anton Freiherr von Folleville, am 9. Januar 1821 in die Freiherrenklasse der bayerischen Adelsmatrikel eingetragen wurde.

## Persönlichkeiten
- Stephan Christian von Folleville (Estienne de Folleville) (1679–1729), Generalmajor
- Ludwig von Folleville, Propst zu St. Adalbert in Aachen, Domherr Wimpfen

## Wappen
Blasonierung: In Blau ein durch Spitzenschnitt (2½ Spitzen) Gold über Rot geteilter Balken, unten eine rote Rose. Auf dem gekrönten Helm ein offener blauer Flug, jeder Flügel mit dem Balken belegt. Die Helmdecken sind blau-rot-golden.